# Lyons Cone
Der  Lyons Cone ist ein 1850 m hoher und kegelförmiger Berg der Asgard Range im ostantarktischen Viktorialand. Er ragt 3,8 km nordnordöstlich des Matterhorns aus einem Gebirgskamm auf, der die Kopfenden des Lacroix-, des Newall- und des Suess-Gletschers voneinander trennt.
Das Advisory Committee on Antarctic Names benannte ihn 1997 nach dem US-amerikanischen Geochemiker William Berry Lyons, unter anderem Leiter der Studien zur Langzeitökologie in den Antarktischen Trockentälern von 1993 bis 1997.